# Juan Carlos Ortega (futbolista)
Juan Carlos Ortega Orozco (n. Atotonilco el Alto, Jalisco; 19 de marzo de 1967) es un exjugador de fútbol y entrenador mexicano, que jugaba en la posición de mediocampista y defensa central. Jugó para U. de Guadalajara, Tigres de la UANL, León AC, Correcaminos, Bachilleres y Tapatío.
Como jugador vistió la playera de varios equipos, debutó en 1988 con la Universidad de Guadalajara donde estuvo hasta 1993 cuando es vendido a Tigres de la UANL donde permaneció casi toda su carrera. Para la temporada 1995-96 llega al León AC, y regresa a Tigres para el Invierno 1996, permaneciendo en la institución felina hasta su venta a Correcaminos de la UAT de la Primera división 'A' mexicana y posteriormente con el Tapatío.
Su primer partido como técnico interino fue el 20 de agosto de 2005, ante la UANL en el Estadio Universitario, donde el Guadalajara empató con marcador de 1-1 después de ir abajo en el marcador desde el minuto 6. El segundo encuentro que dirigió fue el Miércoles 24 de agosto de 2005 en el Estadio Jalisco, como local, logrando sacar una victoria sobre el cuadro de Dorados de Sinaloa. Posteriormente volvió a su cargo de Auxiliar técnico del cuadro rojiblanco, puesto en el que permaneció 6 años.

## Clubes

### Como jugador
| Club                   | País   | Año         |
| ---------------------- | ------ | ----------- |
| U. De Guadalajara      | México | 1987 - 1993 |
| Tigres UANL            | México | 1993 - 1995 |
| Club León (Préstamo)   | México | 1995 -1996  |
| Tigres UANL            | México | 1996 - 1999 |
| Correcaminos de la UAT | México | 1999 - 2000 |
| Club Deportivo Tapatío | México | 2000–2003   |

### Como entrenador
| Club                       | País   | Año  |
| -------------------------- | ------ | ---- |
| Club Deportivo Guadalajara | México | 2005 |
| Club Deportivo Guadalajara | México | 2013 |